# Комсомольский район (Ивановская область)
Комсомо́льский райо́н — административно-территориальная единица (район) и муниципальное образование (муниципальный район) на западе Ивановской области России.
Административный центр — город Комсомольск.
Население — 19482 чел. (2021).

## География

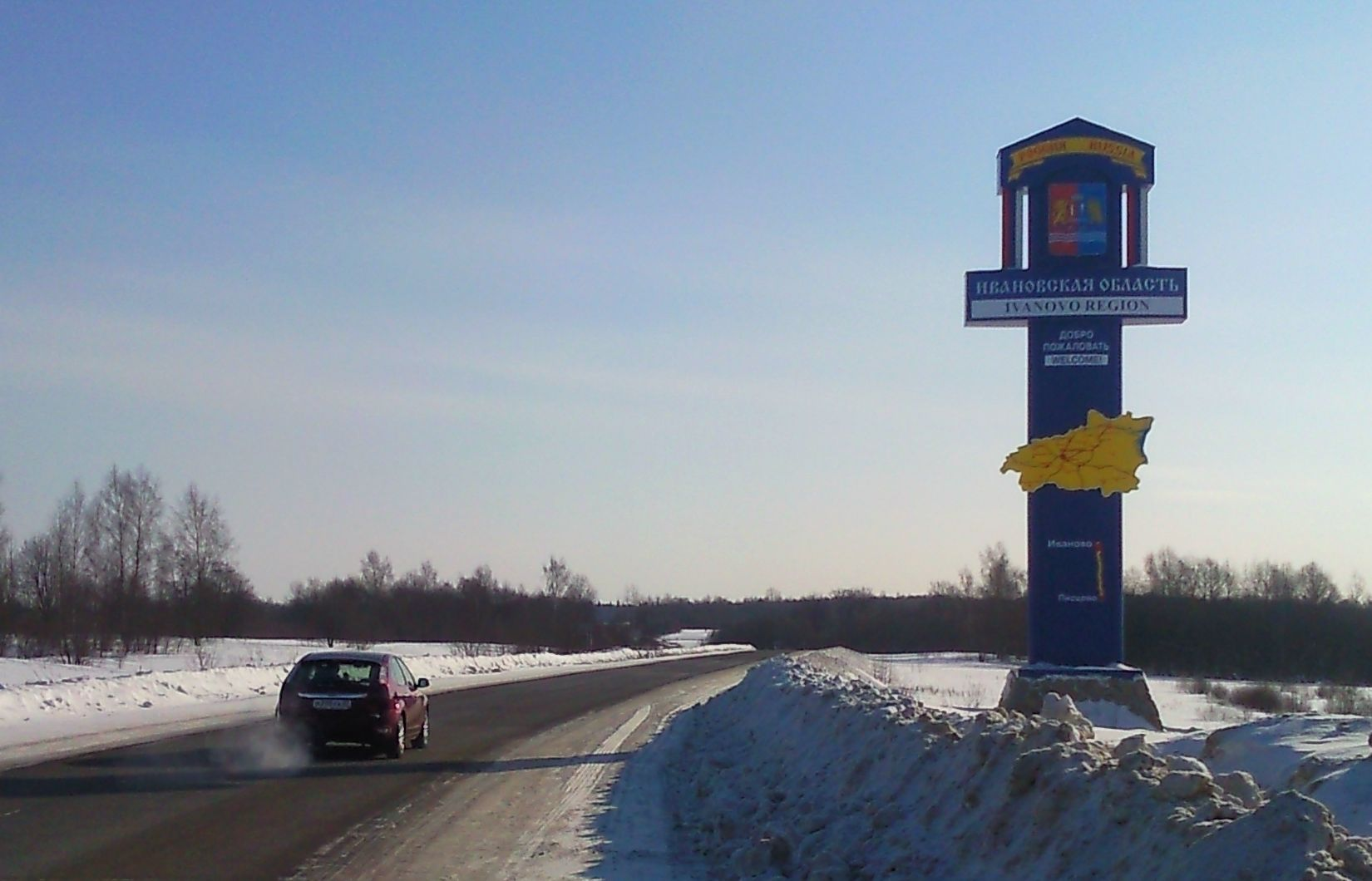
Граница Ивановской и Ярославской областей в Комсомольском районе у села Осенево

Комсомольский район расположен в западной части Ивановской области. Площадь района составляет 1199,86км². Район граничит:
- на севере — с Ярославской и Костромской областями;
- на западе — с Ильинским районом;
- на юге — с Тейковским районом;
- на востоке — с Фурмановским и Ивановским районами.

По территории района протекают реки Уводь и Ухтохма. На территории района расположены два небольших водохранилища: Моркушское и Щуковское. Крупнейшие озёра — Подозерское, Юрцино, Гусевское. Значительные площади занимают болота.
Район богат лесными ресурсами и озёрами, что создаёт благоприятные условия для охоты и рыбалки.
На территории района выявлены месторождения торфа, глины, песчано-гравийных смесей.
Животный мир района представлен лосями, бобрами, кабанами, лисами, зайцами, белками, глухарями, тетеревами, журавлями, рябчиками, утками, гусями, лебедями.

## История

### Ранняя история
История заселения территории современного Комсомольского района насчитывает несколько тысячелетий. Археологические находки свидетельствуют о присутствии человека в этих местах в эпохи мезолита, неолита, бронзового века и раннего железного века. В VII—VI тысячелетиях до нашей эры здесь обитали племена фатьяновской культуры, занимавшиеся скотоводством и земледелием. В начале I тысячелетия до н. э. их сменили племена дьяковской культуры, также занимавшиеся скотоводством и земледелием, но уже ведшие оседлый образ жизни. В V—VI веках н. э. на территорию района пришли финно-угорские племена меря, основным занятием которых было скотоводство.
В X веке начался процесс славянской колонизации Волго-Окского междурежья, в котором приняли участие племена кривичей, ильменских словен и весь. Славяне, вероятно, проникли на берега Уводи через Вологду, что объясняет сохранение окающего говора в местных диалектах. В период феодальной раздробленности территория района вошла в состав Ростово-Суздальского княжества.
В XIII веке регион подвергся монголо-татарскому нашествию. В XIV—XVI веках началось возрождение хозяйственной жизни и возникновение новых поселений. К этому периоду относится основание крупных сёл, таких как Тюгаево и Шатры. В XVII веке известно село Писцово, ставшее центром развития торгово-промышленной деятельности.
Село Писцово было основано в 1568 году. В селе Архангел в 1754 году была основана церковь Михаила Архангела, а в селе Семено-Сарское в 1850 году — церковь Николая Чудотворца. В селе Писцово родился поэт Сергей Рыскин. В ней предположительно проводил службы подвижник Алексей Добронравов, умерший в 1932 году предположительно в результате гонений.
С июня 1918 года территория современного района вошла в состав вновь образованной Иваново-Вознесенской губернии. В её состав были включены части уездов из Костромской и Владимирской губерний, в том числе волости, позднее образовавшие Писцовский район. Изначально территория была разделена на уезды (Кинешемский, Середской, Тейковский, Шуйский, Юрьевецкий), затем их структура менялась.

### Советский период
В 1929 году территория Иваново-Вознесенского уезда вошла в состав Шуйский округ. 10 июня 1929 года был образован Писцовский район с центром в посёлке Писцово, включивший полностью Писцовскую, Березниковскую и Сорохтскую волости, а также части селений Ивановской и Миловской волостей и Нерехтского района Костромской губернии. Изначально в состав Писцовского района вошли сельсоветы: Бардуковский, Бразинский, Гробищевский, Даниловский, Дмитриевский, Иваньковский, Красновский, Кузнецовский, Миловский, Михеевский, Никульский, Островский, Поемечский, Строево-Горский, Сорохтский, Тюгаевский, Шараповский, Шатровский, Юрцинский. 1 января 1932 года к району были причислены сельсоветы Беркинский, Буньковский, Клевцовский, Степановский, Тюрюковский и деревня Лучинская из Иванцевского сельсовета Ивановского района.
В 1930 году было основано поселение, связанное со строительством ИвГРЭС (началось в 1929 году), позднее получившее статус рабочего посёлка. 20 июня 1932 года центр Писцовского района был перенесён из рабочего посёлка Писцово в рабочий посёлок Комсомольский. Этим же постановлением сельсоветы Никульский, Островский, Поемечский были переданы в Нерехтский район; Бардуковский и Шараповский — в Середской район; Тюгаевский — в Гаврилово-Ямский район; Беркинский, Буньковский, Клевцовский, Степановский, Тюрюковский — в сельскую местность, подчинённую Иваново-Вознесенскому горсовету. В состав района были включены Губцевский, Ивашковский, Кулеберьевский, Мытищинский, Никольский, Светиковский, Якшинский сельсоветы Тейковского района.
1 ноября 1932 года постановлением ВЦИК Писцовский район был переименован в Комсомольский с центром в посёлке Комсомольский. Этим же постановлением в район был передан Тюгаевский сельсовет Гаврилово-Ямского района. В 1941 году было образовано Октябрьское торфопредприятие. Указом Президиума Верховного Совета от 28 августа 1950 года рабочий посёлок Комсомольский был преобразован в город Комсомольск.
На 1 августа 1933 года сеть сельсоветов в районе была следующая: Бразинский, Гробищевский, Губцевский, Даниловский, Дмитриевский, Иваньковский, Ивашковский, Красновский, Кузнецовский, Кулеберьевский, Миловский, Михеевский, Мытищенский, Никольский, Светиковский, Сорохтский, Сретенский, Строево-Горский, Тюгаевский, Шатровский, Юрцинский, Якшинский. Постановлением ВЦИК от 1 июля 1934 года в район было перечислено селение Полянки Тейковского района. В соответствии с Указом Президиума Верховного Совета от 18 июня 1954 года в районе было проведено объединение некоторых сельсоветов: Даниловский, Иваньковский, Миловский слились в один — Миловский; Ивашковский и Никольский — в Никольский; Мытищенский и Якшинский — в Мытищенский; Сретенский и Шатровский — в Шатровский; Дмитриевский и Сорохтский — в Дмитриевский; Михеевский и Строево-Горский — в Михеевский; Красновский и Кузнецовский — в Березниковский; Бразинский и Юрцинский — в Седельницкий. 4 мая 1961 года в связи с укрупнением колхозов были упразднены Гробищевский, Дмитриевский и Седельницкий сельсоветы. Из их селений был образован Писцовский сельсовет.
На основании Указа Президиума Верховного Совета от 1 февраля 1963 года район был ликвидирован, все его сельсоветы вошли в Ивановский сельский район, а г. Комсомольск и посёлки городского типа: Марково, Октябрьский, Писцово, Подозёрский — в Ивановский промышленный район. Решением исполкома областного Совета Депутатов трудящихся № 43 от 13 января 1965 года, в соответствии с Указом Президиума Верховного Совета РСФСР от 12 января 1965 года, район образован вновь в составе: г. Комсомольск, рабочих посёлков Марково, Октябрьский, Писцово, Подозёрский, а также территорий Березниковского, Губцевского, Кулеберьевского, Миловского, Михеевского, Мытищенского, Никольского, Писцовского, Светиковского, Тюгаевского, Шатровского. 12 августа 1974 года Миловский сельсовет переименован в Комсомольский, упразднён Губцевский и образован Седельницкий сельсоветы. В ноябре 1976 года Березниковский и Тюгаевский сельсоветы объединены в Коромысловский сельсовет. В 1979 году Комсомольский сельсовет переименован в Даниловский. 2 ноября 1983 года Мытищинский сельсовет переименован в Новоусадебский.
На 1 января 2001 года в состав района входили: город Комсомольск, посёлки городского типа Марково, Октябрьский, Писцово, Подозёрский и сельсоветы: Даниловский, Коромысловский, Кулеберьевский, Михеевский, Никольский, Новоусадебский, Писцовский, Светиковский, Седельницкий и Шатровский.

### Современное развитие
В 2005 году в рамках организации местного самоуправления был образован муниципальный район. Посёлки городского типа Марково, Октябрьский, Писцово, Подозёрский отнесены к сельским населённым пунктам.
В 2005 году в результате перевода ИвГРЭС на газовое топливо Октябрьское торфопредприятие было ликвидировано.
Комсомольск признан одним из самых комфортных городов для проживания в Ивановской области, заняв третье место в рейтинге Минстроя России за 2022 год. В городе благоустроены центральная площадь и детский парк в рамках проекта «Формирование комфортной городской среды». В обновлённом парке появились беседка, детская и спортивная площадки, сцена, зоны тихого отдыха, новое освещение и видеонаблюдение, очищен пруд.
В 2023 году Комсомольский район вошёл в тройку самых активных муниципалитетов Ивановской области по числу победивших проектов в программе местных инициатив, получив финансирование на 12 проектов по благоустройству дворовых территорий.
Не все люди хотят жить в крупных городах: кому-то близка энергия крупного города, кому-то ближе размеренный, спокойный уклад малого города или села…
Станислав Воскресенский, губернатор Ивановской области

## Население
| 1939    | 1959    | 1970    | 1979    | 1989    | 2002    | 2009    | 2010    | 2011    |
| ------- | ------- | ------- | ------- | ------- | ------- | ------- | ------- | ------- |
| 49 867  | ↘44 036 | ↘34 920 | ↘31 145 | ↘28 116 | ↘22 042 | ↘20 526 | ↘20 263 | ↘20 223 |
| 2012    | 2013    | 2014    | 2015    | 2016    | 2017    | 2018    | 2019    | 2020    |
| ↗20 366 | ↗20 523 | ↘20 437 | ↘20 390 | ↘20 213 | ↘20 135 | ↘19 928 | ↘19 723 | ↘19 574 |
| 2021    |         |         |         |         |         |         |         |         |
| ↘19 482 |         |         |         |         |         |         |         |         |

### Урбанизация
Городское население (город Комсомольск) составляет 42,93 % от всего населения района.

### Национальный состав
По итогам переписи населения 2020 года в районе проживали следующие национальности (национальности менее 0,1 % и другие, см. в сноске к строке «Другие»):
| Национальность | Численность, чел. | Доля, % |
| -------------- | ----------------- | ------- |
| Русские        | 16 254            | 83,43   |
| Киргизы        | 518               | 2,66    |
| Армяне         | 186               | 0,95    |
| Узбеки         | 103               | 0,53    |
| Цыгане         | 92                | 0,47    |
| Таджики        | 79                | 0,41    |
| Украинцы       | 54                | 0,28    |
| Татары         | 50                | 0,26    |
| Азербайджанцы  | 47                | 0,24    |
| Чуваши         | 33                | 0,17    |
| Молдаване      | 22                | 0,11    |
| Другие         | 2044              | 10,49   |
| Итого          | 19 482            | 100,00  |

## Муниципально-территориальное устройство
В составе муниципального района 6 муниципальных образований, в том числе 1 городское и 5 сельских поселений:
| № | Муниципальное образование         | Административный центр | Количество населённых пунктов | Население (чел.) | Площадь (км²) |
| - | --------------------------------- | ---------------------- | ----------------------------- | ---------------- | ------------- |
| 1 | Комсомольское городское поселение | город Комсомольск      | 1                             | ↗8364            | 6,46          |
| 2 | Марковское сельское поселение     | село Марково           | 6                             | ↘1272            | 288,88        |
| 3 | Новоусадебское сельское поселение | село Новая Усадьба     | 47                            | #Н/Д             | 142,39        |
| 4 | Октябрьское сельское поселение    | село Октябрьский       | 3                             | ↘1196            | 183,00        |
| 5 | Писцовское сельское поселение     | село Писцово           | 34                            | ↘5074            | 340,00        |
| 6 | Подозёрское сельское поселение    | село Подозёрский       | 23                            | ↗1674            | 136,57        |

## Населённые пункты
На территории Комсомольского района расположено 114 населённых пунктов, в том числе 1 городской (город) и 113 сельских.
В 2005 году к сельским населённым пунктам были отнесены посёлки городского типа Марково, Октябрьский, Писцово, Подозёрский.
| №   | Населённый пункт | Тип     | Население | Муниципальное образование         |
| --- | ---------------- | ------- | --------- | --------------------------------- |
| 1   | Анисимцево       | деревня | 3         | Писцовское сельское поселение     |
| 2   | Архангел         | село    | ↘11       | Октябрьское сельское поселение    |
| 3   | Афанасьево       | село    | ↘27       | Писцовское сельское поселение     |
| 4   | Белехово         | деревня | ↘2        | Новоусадебное сельское поселение  |
| 5   | Березники        | село    | ↘79       | Подозёрское сельское поселение    |
| 6   | Бразино          | деревня | 9         | Писцовское сельское поселение     |
| 7   | Бугрино          | деревня | ↘0        | Новоусадебное сельское поселение  |
| 8   | Бутово           | деревня | 271       | Писцовское сельское поселение     |
| 9   | Введенское       | деревня | 0         | Подозёрское сельское поселение    |
| 10  | Воронцово        | деревня | ↘80       | Марковское сельское поселение     |
| 11  | Ворятино         | деревня | ↘0        | Новоусадебное сельское поселение  |
| 12  | Высоково         | деревня | 18        | Писцовское сельское поселение     |
| 13  | Головец          | деревня | ↘6        | Новоусадебное сельское поселение  |
| 14  | Голохово         | деревня | ↘5        | Подозёрское сельское поселение    |
| 15  | Гробищево        | село    | ↘0        | Подозёрское сельское поселение    |
| 16  | Губино           | деревня | ↘8        | Марковское сельское поселение     |
| 17  | Губцево          | деревня | ↘19       | Новоусадебное сельское поселение  |
| 18  | Данилово         | деревня | ↗149      | Новоусадебное сельское поселение  |
| 19  | Дегтярька        | деревня | ↘8        | Новоусадебное сельское поселение  |
| 20  | Дмитриевское     | село    | ↘63       | Писцовское сельское поселение     |
| 21  | Добрищево        | деревня | ↘23       | Новоусадебное сельское поселение  |
| 22  | Доманцево        | деревня | ↘2        | Новоусадебное сельское поселение  |
| 23  | Дубки            | деревня | ↘4        | Новоусадебное сельское поселение  |
| 24  | Заречье          | деревня | 0         | Писцовское сельское поселение     |
| 25  | Иваньково        | деревня | ↘302      | Новоусадебное сельское поселение  |
| 26  | Ивачево          | деревня | 1         | Писцовское сельское поселение     |
| 27  | Ивашково         | деревня | ↘15       | Новоусадебное сельское поселение  |
| 28  | Исаково          | деревня | ↘2        | Новоусадебное сельское поселение  |
| 29  | Кабаново         | деревня | 0         | Писцовское сельское поселение     |
| 30  | Клинцово         | деревня | 4         | Подозёрское сельское поселение    |
| 31  | Кожевниково      | деревня | 13        | Писцовское сельское поселение     |
| 32  | Комсомольск      | город   | ↗8364     | Комсомольское городское поселение |
| 33  | Кондюково        | деревня | 9         | Подозёрское сельское поселение    |
| 34  | Коптево          | деревня | ↘9        | Новоусадебное сельское поселение  |
| 35  | Коромыслово      | деревня | ↘488      | Подозёрское сельское поселение    |
| 36  | Кочкарово        | деревня | ↘3        | Новоусадебное сельское поселение  |
| 37  | Красново         | деревня | 5         | Подозёрское сельское поселение    |
| 38  | Кузнецовка       | деревня | 4         | Подозёрское сельское поселение    |
| 39  | Кулеберьево      | село    | ↘150      | Марковское сельское поселение     |
| 40  | Куличиха         | деревня | 1         | Писцовское сельское поселение     |
| 41  | Лесниково        | деревня | #Н/Д      | Новоусадебное сельское поселение  |
| 42  | Лесниково        | деревня | 6         | Подозёрское сельское поселение    |
| 43  | Логиново         | деревня | 0         | Писцовское сельское поселение     |
| 44  | Лыково           | деревня | 1         | Писцовское сельское поселение     |
| 45  | Марково          | село    | ↘1213     | Марковское сельское поселение     |
| 46  | Маршово          | село    | ↗10       | Писцовское сельское поселение     |
| 47  | Михеево          | деревня | 121       | Писцовское сельское поселение     |
| 48  | Молочково        | деревня | ↘2        | Новоусадебное сельское поселение  |
| 49  | Мытищи           | село    | ↘148      | Новоусадебное сельское поселение  |
| 50  | Никольское       | село    | ↗267      | Новоусадебное сельское поселение  |
| 51  | Никулино         | деревня | 19        | Писцовское сельское поселение     |
| 52  | Новая Усадьба    | село    | 255       | Новоусадебное сельское поселение  |
| 53  | Новоселки        | село    | ↘44       | Новоусадебное сельское поселение  |
| 54  | Октябрьский      | село    | ↘1226     | Октябрьское сельское поселение    |
| 55  | Окулово          | деревня | 4         | Подозёрское сельское поселение    |
| 56  | Остров           | деревня | ↘17       | Октябрьское сельское поселение    |
| 57  | Петровское       | деревня | ↘3        | Подозёрское сельское поселение    |
| 58  | Петряево         | деревня | ↘4        | Писцовское сельское поселение     |
| 59  | Писцово          | село    | ↗3717     | Писцовское сельское поселение     |
| 60  | Писчугово        | деревня | ↘11       | Новоусадебное сельское поселение  |
| 61  | Плосково         | село    | ↘8        | Новоусадебное сельское поселение  |
| 62  | Подболотье       | деревня | 0         | Писцовское сельское поселение     |
| 63  | Подозёрский      | село    | ↘1067     | Подозёрское сельское поселение    |
| 64  | Полянки          | деревня | ↘1        | Новоусадебное сельское поселение  |
| 65  | Поповка          | деревня | ↘0        | Новоусадебное сельское поселение  |
| 66  | Припеково        | деревня | 26        | Писцовское сельское поселение     |
| 67  | Просково         | деревня | ↘41       | Новоусадебное сельское поселение  |
| 68  | Путилова Гора    | деревня | 53        | Писцовское сельское поселение     |
| 69  | Райки            | село    | ↘3        | Новоусадебное сельское поселение  |
| 70  | Рождественно     | деревня | ↘68       | Новоусадебное сельское поселение  |
| 71  | Рылково          | деревня | ↘9        | Подозёрское сельское поселение    |
| 72  | Рязанка          | деревня | ↘0        | Новоусадебное сельское поселение  |
| 73  | Савино           | деревня | ↘29       | Новоусадебное сельское поселение  |
| 74  | Сватково         | деревня | 6         | Подозёрское сельское поселение    |
| 75  | Светиково        | село    | ↘222      | Новоусадебное сельское поселение  |
| 76  | Седельницы       | село    | ↘307      | Писцовское сельское поселение     |
| 77  | Селезенево       | деревня | 21        | Писцовское сельское поселение     |
| 78  | Семено-Сарское   | село    | ↘3        | Подозёрское сельское поселение    |
| 79  | Семенцево        | деревня | 0         | Марковское сельское поселение     |
| 80  | Семьюново        | деревня | ↘2        | Новоусадебное сельское поселение  |
| 81  | Слободка         | деревня | ↘2        | Новоусадебное сельское поселение  |
| 82  | Смольницы        | деревня | ↘7        | Новоусадебное сельское поселение  |
| 83  | Сорохта          | село    | ↘80       | Писцовское сельское поселение     |
| 84  | Сотницы          | деревня | ↗20       | Писцовское сельское поселение     |
| 85  | Спасское         | деревня | ↘37       | Новоусадебное сельское поселение  |
| 86  | Становое         | деревня | ↘8        | Подозёрское сельское поселение    |
| 87  | Старово          | деревня | ↘22       | Новоусадебное сельское поселение  |
| 88  | Степашево        | деревня | 100       | Писцовское сельское поселение     |
| 89  | Строевая Гора    | село    | →0        | Писцовское сельское поселение     |
| 90  | Таганово         | деревня | 1         | Подозёрское сельское поселение    |
| 91  | Тимоново         | деревня | ↘46       | Новоусадебное сельское поселение  |
| 92  | Толстиково       | деревня | ↘11       | Подозёрское сельское поселение    |
| 93  | Томарово         | деревня | ↘9        | Марковское сельское поселение     |
| 94  | Торкацево        | деревня | 0         | Подозёрское сельское поселение    |
| 95  | Торохово         | деревня | ↘11       | Новоусадебное сельское поселение  |
| 96  | Тюгаево          | село    | ↘36       | Подозёрское сельское поселение    |
| 97  | Устье            | деревня | ↘38       | Новоусадебное сельское поселение  |
| 98  | Филиппково       | село    | ↘5        | Писцовское сельское поселение     |
| 99  | Хоботово         | деревня | ↘0        | Новоусадебное сельское поселение  |
| 100 | Холодилово       | деревня | ↘2        | Новоусадебное сельское поселение  |
| 101 | Цыпышево         | деревня | 12        | Писцовское сельское поселение     |
| 102 | Чернятино        | деревня | 7         | Подозёрское сельское поселение    |
| 103 | Чириково         | деревня | 5         | Писцовское сельское поселение     |
| 104 | Чудь             | деревня | 40        | Писцовское сельское поселение     |
| 105 | Шатры            | деревня | 102       | Писцовское сельское поселение     |
| 106 | Щуково           | село    | ↘7        | Новоусадебное сельское поселение  |
| 107 | Юрцево           | деревня | ↘8        | Новоусадебное сельское поселение  |
| 108 | Юрцыно           | деревня | 43        | Писцовское сельское поселение     |
| 109 | Юрьево Первое    | деревня | ↘65       | Новоусадебное сельское поселение  |
| 110 | Яблоново         | деревня | ↘69       | Новоусадебное сельское поселение  |
| 111 | Яксаево          | деревня | ↘76       | Новоусадебное сельское поселение  |
| 112 | Якшино           | деревня | #Н/Д      | Новоусадебное сельское поселение  |
| 113 | Якшино           | деревня | 12        | Подозёрское сельское поселение    |
| 114 | Яново            | деревня | 34        | Писцовское сельское поселение     |

#### Упразднённые населённые пункты
В 2005 году к сельским населённым пунктам были отнесены посёлки городского типа Марково, Октябрьский, Писцово, Подозёрский.
Список населённых пунктов, прекративших существование в 1955—1999 годах:
- деревни Ананкино (Тюгаевский с/с), Балахна (Березниковский с/с), Бельково (Шатровский с/с), Бошарово (Кулеберьевский с/с), Высоково (Никольский с/с), Горки (Шатровский с/с), Гридино (Коромысловский с/с), Долматово (Березниковский с/с), Дьяконово (Седельницкий с/с), Елизаветка (Миловский с/с), Ефросинки (Шатровский с/с), Жарки (Седельницкий с/с), Иванково (Коромысловский с/с), Исаково (Михеевский с/с), Козлецово (Комсомольский с/с), Кривцово (Тюгаевский с/с), Крошкино (Писцовский с/с), Крюково (Коромысловский с/с), Кстово (Миловский с/с), Леонтьево (Шатровский с/с), Лосево (Шатровский с/с), Лукоянки (Дмитриевский с/с), Мозготиха (Дмитриевский с/с), Новоселки (Шатровский с/с), Овсянки (Березниковский с/с), Ораново (Никольский с/с), Павлово (Шатровский с/с), Панферьево (Шатровский с/с), Писцы Малые (Писцовский с/с), Рельницы (Губцевский с/с), Савиха (Никольский с/с), Сретенье (Шатровский с/с), Старово (Писцовский с/с), Стипирево (Михеевский с/с), Тимошкино (Березниковский с/с), Фомикино (Березниковский с/с), Чулково (Миловский с/с), Церковново (Седельницкий с/с), Шимаханки (Шатровский с/с), Юрьево-Второе (Миловский с/с);
- посёлки дома отдыха ИвГРЭС (Кулеберьевский с/с), Ленина (Березниковский с/с), ж.-д. рзд. Ораново (Никольский с/с), подсобного хозяйства фабрики «Красная Талка» (Писцовский с/с);
- село Миловское (Миловский с/с).

В 1997 году упразднены деревни Горлово, Блудово, Баклановка.
В 2005 году упразднены деревня Моруево, село Никульское (Писцовское сельское поселение), деревня Ново и село Румянцево (Новоусадебское сельское поселение); деревни Колбасино и Шарьево, сёла Погост и Устьяново, посёлок Первомайский.

## Экономика
Основой экономики района является сельское хозяйство. В районе выращивают рожь, овёс, пшеницу, ячмень, горох, рапс, картофель, Овощи. Развито молочно-мясное животноводство.
В районе действует предприятие «Нива Морозов и Ко», занимающееся производством молока и мяса, поголовье КРС составляет около 250 голов. В последние годы в районе получило развитие выращивание клубники. Фермер Роман Артемьев, переехавший в район из Кабардино-Балкарии, занимается выращиванием клубники сортов «Альбион» и «Азия» на площади 4 га, планирует развивать агротуризм. В 2023 году в районе появилось новое хозяйство по выращиванию картофеля, получившее грант «Агростартап».
Основным промышленным предприятием района является филиал «Ивановские ПГУ» АО «Интер РАО — Электрогенерация» — одна из первых в России электростанций с парогазовым циклом. Также в районе работают малые предприятия машиностроительной и швейной отраслей, в том числе компания «ЭДС» (производство электромагнитов) и «Ившвейстандарт-опт» (производство текстильных изделий).

## Социальная сфера

### Здравоохранение
В Комсомольском районе уделяется внимание развитию сельской медицины. За 2021—2022 годы построено четыре новых фельдшерско-акушерских пункта (ФАПы) в деревне Михеево, сёлах Кулеберьево, Иваньково и Светиково. В 2023 году запланировано строительство ФАПа в селе Мытищи. Комсомольская ЦРБ включена в программу модернизации здравоохранения на 2025 год, рассматривается возможность начала ремонта раньше.

### Образование
В Комсомольском районе реализуется программа капитального ремонта объектов социальной инфраструктуры, включая детские сады. Областная программа ремонта дошкольных учреждений началась с детского сада «Белочка» в селе Писцово. В 2023 году в программу вошли детские сады «Радуга» и «Берёзка». За последние пять лет в районе создано пять центров цифрового образования «Точка роста», отремонтированы четыре сельских дома культуры, обновлены спортзалы в Комсомольских средних школах № 1 и 2.

## Инфраструктура

### Транспорт
В Комсомольске отремонтированы все центральные дороги. В 2022 году была построена качественная автомобильная дорога, соединившая Комсомольск и Тейково, что улучшило транспортную доступность между городами, в том числе для получения медицинской помощи и образования.

## Культура и достопримечательности
На территории района расположены объекты культурного наследия, представляющие историческую и архитектурную ценность. Среди них:
- Церковь Троицы Живоначальной в селе Писцово — каменная церковь, построенная в конце XVII — начале XVIII веков, является образцом раннего барокко.[3]
- Церковь Рождества Пресвятой Богородицы в селе Писцово — кирпичная церковь в стиле классицизм, возведённая в 1808 году на средства крестьянской вдовы Ледневой.[3]
- Церковь Воскресения Христова в селе Писцово — ансамбль церквей, включающий каменную церковь, построенную в 1711 году.[3]

Также на территории района сохранились церкви в сёлах Маршово и Тюгаево. Многие сельские храмы находятся в руинированном состоянии.
Список памятников культурного наследия Комсомольского района в Викигиде

### Туризм и фестивали
В селе Подозёрский с 2012 года проводится ежегодный фестиваль клубники, ставший визитной карточкой Комсомольского района и привлекающий более тысячи гостей.
Многие села и деревни Комсомольского района уже исчезли с лица земли, о некоторых напоминают названия урочищ или сохранившиеся храмы.